# Фауна Мадагаскара
Мадагаскар је био изоловано острво око 70 милиона година, када се отцепио се од Африке пре око 165 милиона година, затим од Индије скоро 100 милиона година касније. Ова изолација довела је до развоја јединствених ендесмих врста.
Пре него што су људи стигли на острво, пре 2000 година, било је много великих и неуобичајених животиња које су живеле тамо, а потицале су од врста које су првобитно биле присутне када је Мадагаскар постао острво, или од врста које су касније прешле преко мора до Мадагаскара. Еколошке нише често су испуњавале животиње са сасвим различитим историјатима од оних на афричком копну, често доводећи до конвергентне еволуције. Велики део ових ендемичних малагашких животиња умро је након доласка људи.
И поред масивне сече шума и уништавања природе, Мадагаскар је и даље дом за изузетно велики број ретких врста животиња. На острву постоји више од педесет националних паркова и других заштићених резерви.
Сматра се да је било само пет колонија копнених сисара из континенталне Африке, односно тенрека, лемура, Eupleridae, Nesomyinae и Plesiorycteropus. Други део колонизације сисара чинили су амфибијски нилски коњи (изумрли) и слепи мишеви.

## Сисари
Најпознатији и најбројнији сисари на Мадагаскару су лемури. Они се могу наћи само на Мадагаскару. У одсуству мајмуна и других конкурената, ови примати су прилагођени широком распону станишта и има их много врста.
Врста Tenrecidae је још једна група сисара карактеристична за Мадагаскар. Глодари су слабо заступљени на острву, пописано је само неколико врста које припадају породици Nesomyinae, укључујући великог и угроженог мадагаскарског великог пацова.
Захваљујући њиховој способности летења, већи број слепих мишева је стигао до острва. Међутим, само око трећине њих су ендемичне врсте, мањи проценат него у другим групама копнених сисара. На острву има осам врста звери, који су сада класификовани у ендемичну породицу Eupleridae. Највећа од њих је фоса.

### Мадагаскарски сисари
- Лемури на Мадагаскару броје 99 врста и подврста. Описало их је 39 биолога у периоду између 2000. и 2008. године.[6] Од 51 врсте које је проценила Међународна унија за заштиту природе, 43 су категорисане као угрожене, а 6 врста као критично угрожено.[7][8]
- Eupleridae је фамилија месождера настањена на Мадагскару, а једна од њених врста је фоса, животиња сличног изгледа као домаћа мачка. Остали мадагаскарски месождери укључују фаналоку. На острву су настањене и врсте Eupleres и Viverricula indica.
- Tenrecidae је фамилија чијих 30 врста су настањене на острву, а неке од њих су Echinops telfairi и Potamogalinae.
- Глодари су слабо распрострањени на острву, а постоји 30 аутохтоних врста, од којих су до сада три изумрле. Сви припадају фамилији Nesomyinae.
- Слепи мишеви настањују Мадагаскар, пописано је 69 врста, а више од пола њих су ендемичне врсте

### Мадагаскарски изумрли сисари
- Plesiorycteropus фамилија имала је две врсте које су вероватно нестале пре око 1000 година са Мадагаскара.
- Subfossiles lemuroidea бројала је најмање 17 врста лемура, а сви су изумрли откако је човек стигао на Мадагаскар. Биле су крупније грађе, много веће од данашњих врста лемура. Оне су укључувале врсту џиновског ај-ај, који је био три до пет пута већи него данашња врста ај-ај.[9]
- Cryptoprocta spelea, познат и као велика фоса је изумрла врста, а била је приближно за четвртину већа од данашње врсте фоса.[10]
- Мадагаскарски нилски коњ (Hippopotamus lemerlei) била је врста која је настањивала Мадагаскар, а верује се да су последњи примерци изумрли пре више до 1000 година, као резултат људског насељавања.[11]

## Птице
На Мадагаскару је пописано око 280 врста птица. Иако је ово релативно мали број за велико острво, постоји високи ниво ендемизма. Више од 100 врста птица је ендемично, а 49 врста су ендемици ограниченог домена, са опсегом мањим од 50.000 km². Постоји пет породица птица јединствених за Мадагаскар и Коморска острва, а оне су: Mesitornithidae, Brachypteraciidae, Leptosomus discolor, Eurylaimidae и Artamella viridis.
Мадагаскар су настањивале изумрле птице слоновке, које нису летеле, биле висине до 3 метра и тешке до пола тоне. Сматра се да су изумрле због људских активности на острву. Друге птице које су нестале због појаве људи на острву укључују врсте Vanellus madagascariensis и Alopochen sirabensis.

## Гмизавци
Релативно мали број породица и врста гмизваца су стигли до Мадагаскара, али су се диверзификовали у више од 260 врста, при чему је преко 90% њих ендемично. Камелеон је изузетно заступљен на Мадагаскару, где се налази две трећине свих пронађених светских врста. Остали пописани гуштери на острву укључују геконе, роваше, Cordylidae и игуане. На острву је пописано преко 60 различитих врста змија, 6 врста копнених корњача, од чега су 5 ендемске врсте. Копнене корњаче укључују врсте Pelomedusa subrufa, Pelusios castanoides и Pelusios subniger. Обале Мадагаскара место су где се гнезде врсте корњача као што су Caretta caretta, зелена морска корњача, Eretmochelys imbricata и Lepidochelys olivacea.
Највећи гмизавац који настањује Мадагаскар је нилски крокодил, врста која је изузетно ретка, јер се често лови због његове коже.
Мадагаскар је упориште за широку разноликост ендемичних врста камелеона и дневних гекона. Две породице присутних игуана имају базални однос са другим игуанама и верује се да су били присутни на острву откако је одвојено од Африке.
Ендемске врсте гмизаваца на Мадагаскару су Erymnochelys madagascariensis, Pyxis arachnoides, Pyxis planicauda, зракаста корњача и ангонока корњача.
На острву су пронађене врсте камелеона попут Calumma parsonii, Furcifer pardalis и Brookesia, а игуане Opluridae и Chalarodon.

## Водоземци
На Мадагскару је пописано више од 290 врста водоземаца, а често се проналазе нове врсте. Скоро све врсте су ендемичне, а већина живи у шумама. Примери познатих врста водоземаца на Мадагаскару су врсте Dyscophus antongilii и Mantella aurantiaca.

## Слатководне рибе
Мадагаскар има богату слатководну рибу са веома високом стопом ендемизма. Пуна разноликост је нејасна, јер се нове врсте редовно описују и неке врсте могу нестати пре него што их открију; процене сугеришу да на острву постоји између 135 и 150 родних врста рибе које су ограничене на слатководне воде (овај број значајно расте ако укључује широко распрострањену врсту Euryhaline). Међу њима су две породице у потпуности ограничене на Мадагаскар — Anchariidae и Bedotiidae. Поред тога постоји неколико родова који су ендемични на Мадагаскару укљчујући и циклиде (Katria, Oxylapia, Paratilapia, Paretroplus, Ptychochromis, Ptychochromoides), Dussumieriidae (Sauvagella и Spratellomorpha bianalis), Atherinidae (Teramulus), Milyeringidae (Ratsirakia legendrei и Typhleotris) и Aplocheilidae (Pachypanchax).
Постоје ендемичне врсте из других родова (Ambassis, Eleotris, Glossogobius, K. sandvicensis, Mesopristes, Ophiocara, Pantanodon, Sicyopterus), али и многе друге врсте.

## Бескичмењаци

### Малочекињасти црви
Пописано је 38 врста малочекињстих црва, који су рапсоређени у седам породица: Megascolecidae, Kynotidae, Acanthodrilidae, Eudrilidae, Ocneodrilidae, Octochaetidae и Glossoscolecidae. Око 59% свих пописаних врста су ендемичне.

### Инсекти
Мадагаскар је дом великог броја врста инсеката, а већина њих су ендемичне. Хиљаде врста је присутно у неким групама, као што су мољци и тврдокрилци. Постоји око 100.000 врста инсеката на острву, укључујући врсте Trachelophorus giraffa, Argema mittrei, Chrysiridia rhipheus и многе друге. Око 80 врста Phasmatodea су пописани на острву, а постоји и неколико врста богомољки. Мадагаскар настањује више од 100 врста бубашваба, укључујући врсту Gromphadorhina portentosa.
Комараца на Мадагаскару има 235 врста, а њих 138 су ендемске, а 64 познате медицини, јер могу пренети болести.
Тврдокрилци укључују врсте попут бубе пешчарке, 109 врста породице Pogonostoma и 65 врста породице Physodeutera.
Мадагаскар је дом за најмању Liotrigona bitika, најмању пчелу на свету, која је мања од 2 мм, а настањују га и неколико врста породице Meliponini.

### Пауци
Врста паука Caerostris darwini откривена је 2009. године на Мадагаскару, а познат је по томе што производи највеће и најјаче паукове мреже.

## Водени свет
Водени свет Мадагскара богат је различитим врстама живих бића. Поред морских предела, постоје и мочварна, нарочито на западу земље. Воде Мадагаскара настањују хиљаде врста риба, укључујући ретку врсту Coelacanthiformes. Четири врсте морских корњача настањују плаже Мадагаскара. Од китова, у водама око Мадагаскара пописани су грбави кит, патуљасти плави кит и јужни глатки кит.

## Губитак природног станишта
Већи део природе Мадагаскара је у опасности, због растућег броја становништва, изградње нових насеља и фабрика. Организација за заштиту флоре и фауне подржала је иницијативу спасавања природних станишта Мадагаскара.

## Галерија
- Paretroplus kieneri
- Platypelis grandis
- Motacilla flaviventris
- Monodactylidae
- црни лемур

- Calumma nasuta
- Philepitta castanea
- Mantella baroni